# Maayavi
Maayavi ("Czarodziej")  to film indyjski zrealizowany w 2005 roku przez Singhampuli. W filmie w języku tamilskim występują w rolach głównych Surya i jego żona Jyothika, znani z Kaaka Kaaka. Muzykę do filmu skomponował Devi Sri Prasad, autor muzyki do takich filmów jak Arya, Varsham, Nuvvostanante Nenoddantana, Bunny, Unnakum Ennakum, Bommarillu, Pournami, Aata, czy Jagadam. To historia przewodnika turystów w  Mahabalipuram i jednocześnie oszusta o złotym sercu, który porywa uwielbianą gwiazdę filmową Joythikę. Joothika gra tu sama siebie. Film w telugu wyświetlany jest pod tytułem "Kidnap".

## Motywy kina indyjskiego
- Mahabalipuram * relacja z białymi * upośledzona dziewczyna  * kradzież *  w kinie * rabunek domu * na posterunku, bicie przez policję * plan filmowy * gwiazda filmowa (Akele Hum Akele Tum) * nawiązania do filmów * pijaństwo * oskarżenie o gwałt (Dil) * więzienie, widzenie w więzieniu * wariatka * modlitwa, wiara w Boga * głodówka * Ćennaj * porwanie * relacja córki z matką * przekupna policja * kostnica (Nijam) * urodziny * karmienie kogoś jako znak miłości

## Obsada
- Surya – Balaiah
- Jyothika – jako gwiazda filmowa Jyothika
- Vijaykanth – Satyaraj, przyjaciel Balaiaha
- Roja (aktorka)

## Piosenki z filmu
- Kaduvul Thantha (moja ukochana)
- Kathadi Pole
- Devaloga Rani
- Mayavi Mayavi
- Tamilnattil
- Seetu Kattu Rani Pole

## Ciekawostki
- W pewnym momencie główny bohater na tle zdjęcia na plakacie z Ajit Kumarem.